# Penninghame Parish Church

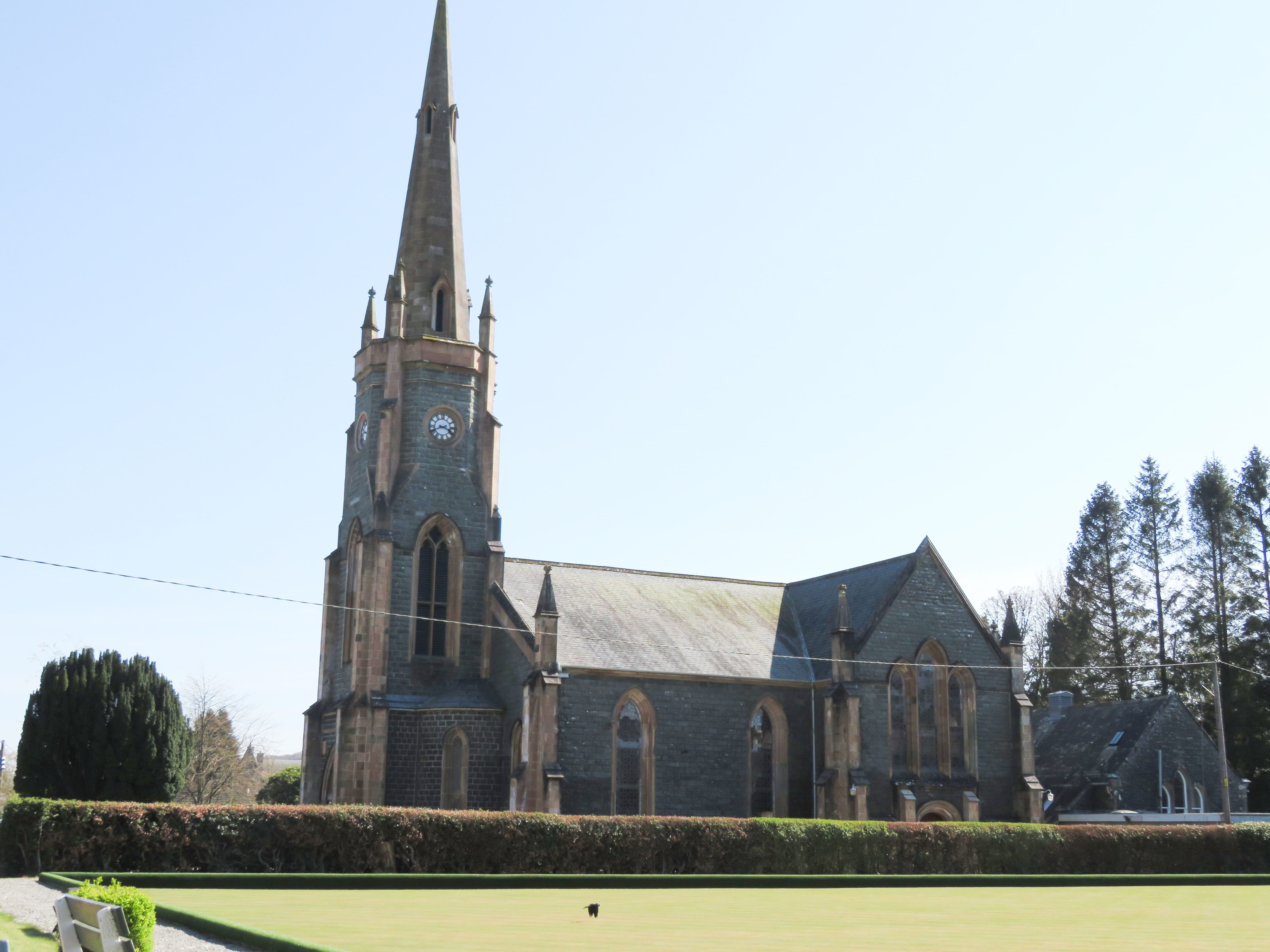
Penninghame Parish Church

Die Penninghame Parish Church ist ein Kirchengebäude der presbyterianischen Church of Scotland in der schottischen Kleinstadt Newton Stewart in der Council Area Dumfries and Galloway. 1972 wurde das Bauwerk in die schottischen Denkmallisten in der höchsten Denkmalkategorie A aufgenommen.

## Beschreibung
Das Gebäude steht abseits der Church Street im Zentrum von Newton Stewart. Es wurde 1838 nach einem Entwurf des schottischen Architekten William Burn erbaut und ersetzte damit eine ältere Kirche aus dem Jahre 1777.
Das neogotische Gebäude besitzt einen kreuzförmigen Grundriss. Natursteindetails aus cremefarbenem polierten Sandstein kontrastieren das Schichtenmauerwerk aus bossiertem dunklen Stein. An der Ostseite ist ein dreistöckiger Glockenturm vorgelagert. Am Fuße befindet sich das zweiflüglige Hauptportal in einer Spitzbogenöffnung mit profilierter Laibung. Die Kanten des sich nach oben verjüngenden Turms sind mit cremefarbenen Strebepfeilern gestaltet, die in Fialen auslaufen. Entlang seiner Fassaden sind Maßwerke aus zwei Lanzettfenstern und Turmuhren in runden Aussparungen eingelassen. Er schließt mit einem polygonalen Helm mit Lukarnen.
In den Innenwinkeln zwischen Turm und Langhaus treten runde Türme mit Spitzbogenfenstern heraus. Entlang des zwei Achsen weiten Langhauses bekrönen spitzbögige Gesimse die Spitzbogenfenster. An den Giebelseiten des Querhauses sind Maßwerke aus drei Lanzettfenstern eingesetzt. Der Chor eine Achse weit. 1881 wurde an der Rückseite ein Saal angebaut. Seine Ausgestaltung korrespondiert mit der Kirche, ist jedoch schlichter. Sämtliche Dächer sind mit Schiefer eingedeckt.